# Labdarúgás a 2004. évi nyári olimpiai játékokon
A 2004. évi nyári olimpiai játékokon a labdarúgótornákat augusztus 11. és 28. között rendezték.

## Éremtáblázat
(Az egyes számoszlopok legmagasabb értéke, vagy értékei vastagítással kiemelve.)
| A 2004. évi nyári olimpiai játékok éremtáblázata labdarúgásban | A 2004. évi nyári olimpiai játékok éremtáblázata labdarúgásban | A 2004. évi nyári olimpiai játékok éremtáblázata labdarúgásban | A 2004. évi nyári olimpiai játékok éremtáblázata labdarúgásban | A 2004. évi nyári olimpiai játékok éremtáblázata labdarúgásban | Olimpia  |
| -------------------------------------------------------------- | -------------------------------------------------------------- | -------------------------------------------------------------- | -------------------------------------------------------------- | -------------------------------------------------------------- | -------- |
|                                                                | Ország                                                         | Arany                                                          | Ezüst                                                          | Bronz                                                          | Összesen |
| 1.                                                             | Argentína (ARG)                                                | 1                                                              | 0                                                              | 0                                                              | 1        |
|                                                                | Egyesült Államok (USA)                                         | 1                                                              | 0                                                              | 0                                                              | 1        |
| 3.                                                             | Paraguay (PAR)                                                 | 0                                                              | 1                                                              | 0                                                              | 1        |
|                                                                | Brazília (BRA)                                                 | 0                                                              | 1                                                              | 0                                                              | 1        |
| 5.                                                             | Olaszország (ITA)                                              | 0                                                              | 0                                                              | 1                                                              | 1        |
|                                                                | Németország (GER)                                              | 0                                                              | 0                                                              | 1                                                              | 1        |
|                                                                |                                                                |                                                                |                                                                |                                                                |          |
| Összesen                                                       | Összesen                                                       | 2                                                              | 2                                                              | 2                                                              | 6        |

## Érmesek

### Férfi torna
| A 2004. évi nyári olimpiai játékok érmesei férfi labdarúgásban | A 2004. évi nyári olimpiai játékok érmesei férfi labdarúgásban | A 2004. évi nyári olimpiai játékok érmesei férfi labdarúgásban | A 2004. évi nyári olimpiai játékok érmesei férfi labdarúgásban |
| Arany | Ezüst | Bronz |                                                                |
| Argentína (ARG) | Paraguay (PAR) | Olaszország (ITA) |                                                                |
| --- | --- | --- | -------------------------------------------------------------- |
| Germán Lux Wilfredo Caballero Roberto Ayala Fabricio Coloccini Gabriel Heinze Clemente Rodríguez Nicolás Burdisso Javier Mascherano Cristian 'Kily' González Andrés D'Alessandro Lucho González Nicolás Medina César Delgado Carlos Tévez Mauro Rosales Javier Saviola Mariano González Luciano Figueroa Szövetségi kapitány: Marcelo Bielsa | Rodrigo Romero Emilio Martínez Julio Manzur Carlos Gamarra José Devaca Celso Esquivel Pablo Giménez Edgar Barreto Fredy Barreiro Diego Figueredo Aureliano Torres Pedro Benítez Julio César Enciso Julio González Ernesto Cristaldo Osvaldo Díaz José Cardozo Diego Barreto Szövetségi kapitány: Carlos Jara Saguier | Ivan Pelizzoli Marco Amelia Emiliano Moretti Matteo Ferrari Andrea Barzagli Cesare Bovo Giorgio Chiellini Daniele Bonera Giampiero Pinzi Angelo Palombo Andrea Pirlo Daniele De Rossi Marco Donadel Alberto Gilardino Simone Del Nero Giuseppe Sculli Andrea Gasbarroni Giandomenico Mesto Szövetségi kapitány: Claudio Gentile |                                                                |

### Női torna
| A 2004. évi nyári olimpiai játékok érmesei női labdarúgásban | A 2004. évi nyári olimpiai játékok érmesei női labdarúgásban | A 2004. évi nyári olimpiai játékok érmesei női labdarúgásban | A 2004. évi nyári olimpiai játékok érmesei női labdarúgásban |
| Arany | Ezüst | Bronz |                                                              |
| Egyesült Államok (USA) | Brazília (BRA) | Németország (GER) |                                                              |
| --- | --- | --- | ------------------------------------------------------------ |
| Shannon Boxx Brandi Chastain Joy Fawcett Julie Foudy Mia Hamm Angela Hucles Kristine Lilly Kristin Luckenbill Kate Markgraf Heather Mitts Cindy Parlow Christie Rampone Cat Reddick Heather O’Reilly Briana Scurry Lindsay Tarpley Aly Wagner Abby Wambach Szövetségi kapitány: April Heinrichs | Andréia Maravilha Mônica Tânia Juliana Daniela Rosana Renata Costa Aline Formiga Elaine Maycon Pretinha Marta Cristiane Roseli Dayane Grazielle Szövetségi kapitány: Renê Simões | Silke Rottenberg Kerstin Stegeman Kerstin Garefrekes Steffi Jones Sarah Günther Viola Odebrecht Pia Wunderlich Petra Wimbersky Birgit Prinz Renate Lingor Martina Müller Navina Omilade Sandra Minnert Isabell Bachor Sonja Fuss Conny Pohlers Ariane Hingst Nadine Angerer Szövetségi kapitány: Tina Theune-Meyer |                                                              |